# Michael Vadulli
Michael Andrés Fuentes Vadulli, kurz Michael Fuentes oder Michael Vadulli, (* 27. Mai 1998 in Iquique) ist ein chilenischer Fußballspieler. Der Linksaußen ist seit November 2022 Nationalspieler.

## Karriere

### Verein
Michael Vadulli kam Ende 2017 vom Colegio Deportivo zu Deportes Iquique, wo er unter Trainer Jaime Vera im April in der Primera División debütierte. Nach dem Abstieg Iquiques in der Saison 2020 wurde er 2021 an Audax Italiano verliehen und nach der Leihe dauerhaft an die Italicos abgegeben. Für die Saison 2024 wurde er an CD Palestino verliehen und kehrte anschließend zu Audax zurück.

### Nationalmannschaft
Im November 2022 bestritt Vadulli für die Nationalmannschaft beim Freundschaftsspiel gegen Panama sein bisher einziges Länderspiel, als er in der 76. Spielminute für Víctor Méndez eingewechselt wurde. Bevor er Fußballprofi wurde, spielte er in der Beachsoccer-Nationalmannschaft.

## Sonstiges
Michael Vadulli änderte 2025 seinen Namen im chilenischen Anmelderegister von Michael Fuentes zu Michael Vadulli.